# Selenops onka
Selenops onka là một loài nhện trong họ Selenopidae.
Loài này thuộc chi Selenops. Selenops onka được J. A. Corronca miêu tả năm 2005.